# Ammophila arabica
Ammophila arabica là một loài côn trùng cánh màng trong họ Sphecidae, thuộc chi Ammophila. Loài này được W.F. Kirby miêu tả khoa học đầu tiên năm 1900.